# Lindwedel
Lindwedel è un comune di 2.588 abitanti della Bassa Sassonia, in Germania.
Appartiene al circondario dell'Heide ed è parte della comunità amministrativa (Samtgemeinde) di Schwarmstedt.
Il territorio comunale comprende anche la frazione di Hope.